# アンナ・コチコワ
アンナ・コチコワ（Котикова, Анна Михайловна、1999年10月13日 - ）は、ロシアの女子バレーボール選手。ロシア代表。

## 来歴
イヴァノヴォ州シューヤ出身。2015年にディナモ・カザンと契約しプロとしてのキャリアをスタートさせる。2016年にアンダーカテゴリーの代表としてU-19欧州選手権で金メダルを獲得し、自身もMVPとベストオポジット賞を受賞した。2017年にはU-20世界選手権で銀メダルを獲得し、ベストオポジット賞を受賞した。同年のユニバーシアードで金メダルを獲得した。2018年にシニア代表に初選出され、世界選手権に出場した。

## 球歴
- 世界選手権 - 2018年
- ネーションズリーグ - 2018年、2019年

## 受賞歴
- 2016年 - U-19欧州選手権　MVP、ベストオポジット賞
- 2017年 - 第19回バレーボール世界ジュニア女子選手権大会 ベストオポジット賞

## 所属クラブ
- ディナモ・カザン（2015-2021年）
- ディナモ・クラスノダール（2021-2022年）
- ヴォレロ・ル・カネ（2022-2024年）
- サヴィーノ・デルベーネ・スカンディッチ（2024年-）